# Arena Carioca 1
Die Arena Carioca 1 ist eine Mehrzweckhalle im Olympiapark Rio de Janeiro, die mit zwei weiteren Hallen verbunden ist.

## Geschichte
Die Arena Carioca 1 wurde für die Olympischen Sommerspiele 2016 auf dem Gelände einer ehemaligen Rennstrecke erbaut. Die Bauarbeiten der 38.000 Quadratmeter großen Halle begannen im Juli 2013. Die Arena ist 33 Meter hoch und hat eine Fassade aus zwei verschiedenen Holzarten, die an die Gebirgslandschaft der Stadt angepasst ist. Nachdem die Bauarbeiten im Januar 2016 abgeschlossen waren, wurde die Arena vom 15. bis 17. Januar mit einem Basketballturnier eröffnet. Die Arena verfügt über 282 Räume, acht Umkleidekabinen und sechs Aufzüge. Während den Olympischen Spielen konnten bis zu 16.000 Zuschauer, die dort stattfindenden Basketballspiele der Männer sowie die Finalrunde des Frauenbasketballturniers anschauen. Im Rahmen der anschließend stattfindenden Paralympics wurden die Wettkämpfe im Rollstuhlrugby und Rollstuhlbasketball in der Halle ausgetragen. Nach den Spielen wurde die Kapazität auf 6000 Zuschauern reduziert und die Halle wurde Teil des brasilianischen olympischen Trainingszentrums sowie Heimspielstätte der Basketballmannschaft von Flamengo.
2017 fanden in der Halle das Finale des FIBA Intercontinental Cups sowie ein Qualifikationsspiel der brasilianischen Basketballnationalmannschaft gegen Venezuela statt.
Im Januar 2020 ordnete ein Gericht, wegen fehlenden Sicherheitsunterlagen, die vorübergehende Schließung aller Sportstätten im Olympiapark von Rio de Janeiro an.